# Sphex pensylvanicus
Sphex pensylvanicus är en biart som beskrevs av Carl von Linné 1763. Sphex pensylvanicus ingår i släktet Sphex och familjen grävsteklar. Inga underarter finns listade i Catalogue of Life.

## Bildgalleri

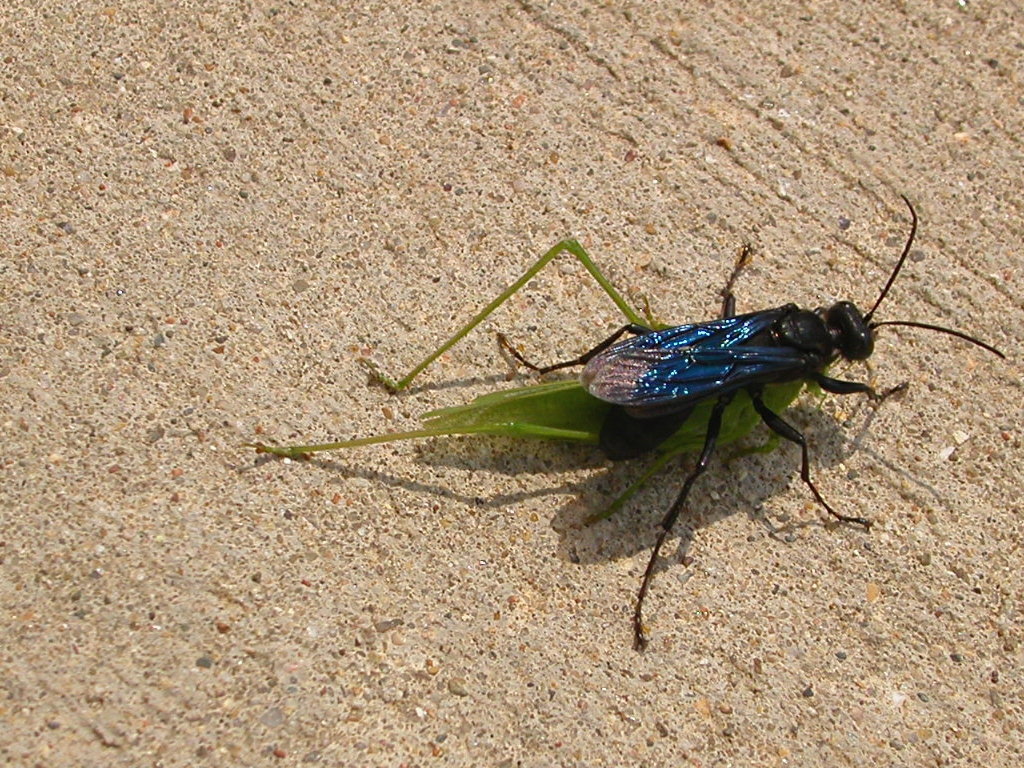